# SCi Entertainment
SCi Entertainment Group, autrefois The Sales Curve puis SCi Games, était une société britannique d'édition de jeu vidéo fondée en 1988. La société dispose d'une équipe de gestion d'expérience dirigée par Jane Cavanagh, le CEO et fondateur de SCi. Depuis 2005, le groupe détient complètement l'éditeur Eidos Interactive, dont le nom est désormais utilisé pour toutes les productions du groupe. Elle possède de fait les studios de développement Crystal Dynamics, IO Interactive et Pivotal Games.
Elle est rachetée en 2009 par Square Enix pour fusionner avec Eidos Interactive afin de devenir Square Enix Europe.

## Historique
- La compagnie gagne du succès en 1996 avec les jeux : SWIV, XS et The Lawnmower Man.

- En 1997, SCi sort son premier succès. La série Carmageddon est vendue à plus de 1,6 million d'unités.

- Vers la fin de l'année 1999, SCi décide d'embarquer de nouvelles stratégies d'investissement dans les jeux vidéo de haute qualité et investit dans 4 licences incluant : The Italian Job et Thunderbirds.

- En 2000, SCi achète Actualize Ltd, possesseur de Rally Championship, permettant l'implémentation de nouvelles stratégies avec Thunderbirds, The Italian Job et Conflict : Desert Storm I & II.

- En 2003, SCi complète son acquisition de Pivotal Games, développeurs de la série Conflict.

## Ludographie
- Carmageddon
- Conflict: Desert Storm
- Conflict: Desert Storm II
- Conflict: Vietnam
- FourFourTwo
- Futurama
- La Grande Évasion
- Gumball 3000
- The Italian Job
- Mille Miglia
- Rally Championship
- Thunderbirds